# Bichir
Bichir (Polypterus bichir) är en art av familjen fengäddor som finns i Nilen. Arten kallas även nilfengädda.

## Utseende
Bichirn har en långsträckt, nästan cylindrisk kropp med en ryggfena som sträcker sig längs större delen av kroppen. Ryggfenan består av 14 till 18 småfenor, var och en med en mjukstråle. Analfenan har 13 till 16 mjukstrålar. Munnen har ett lätt underbett. Färgen är olivgrön på ovansidan, vit på bukstidan, och med tre mörka längsband på ryggen; dessa blir dock otydligare med växande ålder. Bröst- och bukfenor har grönaktiga och gulaktiga tvärband. Som mest kan arten bli 72 cm lång och väga 2,65 kg.

## Vanor
Arten föredrar grunt vatten där den ofta kan ligga stilla nära ytan. Den är dock en snabb och smidig simmare. Födan består övervägande av andra, bottenlevande fiskar. Den leker under regntiden; äggen läggs bland vattenväxter, och föräldrarna vaktar ägg och yngel.

## Utbredning
Bichirn finns i Afrika från Nilen, Turkanasjön, Omofloden, Tchadsjön, Charifloden och Logonefloden.

## Kommersiell användning
Arten är en populär akvariefisk som kräver ett akvarium med stor bottenyta, mjuk botten med drivved och släta klippor, en temperatur mellan 22 och 28 °C samt ett pH mellan 6 och 8. Den tar inte gärna kommersiell fiskmat utan bör utfodras med bitar av fisk, räkor, musslor, och daggmask. Den når sällan sin fulla storlek i ett akvarium utan blir i regel inte längre än drygt 45 cm.